# 五台山村
五台山村（ごだいさんむら）は、高知県長岡郡にあった村。現在の高知市の南東部、下田川の河口域にあたる。出身著名人に濱口雄幸がいる。

## 地理
- 海洋：浦戸湾
- 山岳：五台山
- 河川：下田川

## 歴史
- 1889年（明治22年）4月1日 - 町村制の施行により、五台山村・吸江村・屋頭村の区域をもって発足。
- 1942年（昭和17年）6月1日 - 高知市に編入。同日五台山村廃止。同市五台山・吸江・屋頭となる。

## 出身有名人
- 濱口雄幸 - 第27代内閣総理大臣
- 蒲原稔治 - 生物学者。高知大学名誉教授[1]。